# دانيال دي لوس رييس
دانيال دي لوس رييس (بالإنجليزية: Daniel de los Reyes)‏ هو فنان إيقاعي أمريكي، ولد في 18 يوليو 1962 في نيويورك في الولايات المتحدة.

## وصلات خارجية
- الموقع الرسمي
- دانيال دي لوس رييس على موقع ميوزك برينز (الإنجليزية)
- دانيال دي لوس رييس على موقع أول ميوزيك (الإنجليزية)
- دانيال دي لوس رييس على موقع ديسكوغز (الإنجليزية)